# L'imputato deve morire
L'imputato deve morire (Trial) è un film del 1955 diretto da Mark Robson.

## Riconoscimenti
- Golden Globe 1956
  - Miglior attore non protagonista (Arthur Kennedy)